# Atléticos de Acuña
Los Atléticos de Acuña fue un equipo de béisbol que participó en la Liga del Norte de Coahuila con sede en Ciudad Acuña, Coahuila, México. 

## Historia
Los Atléticos de Acuña tienen como casa el Parque Municipal Helios ubicado en la calle Heroico Colegio Militar.

## Jugadores

### Roster actual
Por definir.